# 베르누이 과정
베르누이 과정(Bernoulli process)은 2가지 값을 가진 독립 확률변수열에서 나오는 확률과정이다. 베르누이 과정은 보통 동전 던지기에 비유된다. 이러한 확률 과정에서의 확률 변수를 베르누이 변수라고 한다.

## 정의
베르누이 과정은 이산 시간의 확률 과정이고, 유한 또는 무한의 독립 확률 변수열 {\displaystyle X_{1},X_{2},X_{3},\dots }로 표현한다. 이 확률 변수 항목은 다음과 같이 구성된다.
- 각 i에 대해 {\displaystyle X_{i}}의 값이 0 또는 1이다.
- i의 모든 값에 대해 {\displaystyle X_{i}=1}일 확률 p는 항상 동일하다.

베르누이 과정은 독립적이어서 확률 분포가 동일한 베르누이 시행의 나열이다.

## 형식적 정의
베르누이 과정은 확률 공간의 언어로 형식화된다. 베르누이 과정은 집합 (0, 1)에 대한 확률 변수 X를 동반하는 확률공간
{\displaystyle (\Omega ,Pr)}이고, 전체 {\displaystyle \omega \in \Omega }에 대한 확률 p에서 {\displaystyle X_{i}(\omega )=1}이며 확률 1-p에서 {\displaystyle X_{i}(\omega )=0}이다.

## 같이 보기
- 베르누이 시행